# バトルアクス作戦
バトルアクス作戦（バトルアクスさくせん、英: Operation Battleaxe）は、第二次世界大戦中の1941年6月15日から17日にかけて行われた、イギリス軍の作戦。北アフリカ戦線において、枢軸国軍に包囲されたトブルクを解囲するために行われた攻勢。ドイツ軍の反撃により、作戦は失敗した。

## 概要

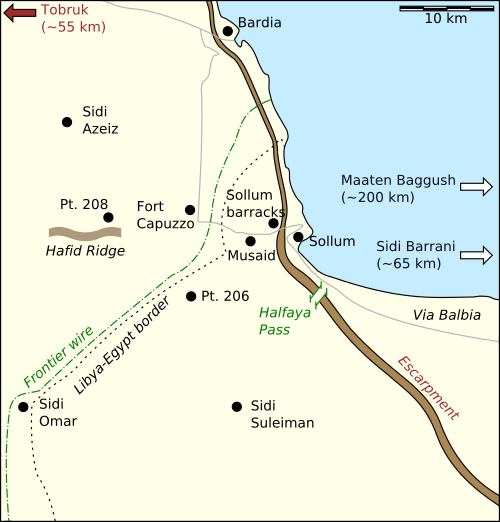
バトルアクス作戦の地域

イタリア領リビアにあるトブルクは、イギリス軍が占領し、イギリスの要塞となっていた。エルヴィン・ロンメルの指揮する枢軸軍は、1941年4月からトブルクを包囲していた。イギリス軍は1941年5月にブレヴィティ作戦を実施し、トブルクの解囲を目指したものの、ドイツ軍に撃退されていた。
イギリス第13軍団（第4インド師団・第7機甲師団）はブレヴィティ作戦後にマチルダII歩兵戦車135輌など戦車を合計238輌受領し、これもって解囲作戦を再興することとした。作戦は6月15日より開始された。第4インド師団隷下の2個旅団が海岸沿いのハルファヤ峠を攻撃し、第7機甲師団隷下の3個旅団が内陸側からカプッツォ砦を攻撃した。
ハルファヤ峠においては、ドイツ軍の守備隊が88mm高射砲で応戦し、イギリス軍戦車に大打撃を与えたために陥落しなかった。また、第7機甲師団はある程度、前進に成功したものの、ドイツ軍第15装甲師団の反撃により進撃が停止した。その後、ドイツ軍第5軽師団が迂回包囲のための進撃を開始すると、包囲されることを恐れたイギリス軍は撤退し、作戦は終了した。
この後のトブルク解囲作戦は、1941年11月のクルセーダー作戦まで行われなかった。